# 米勒鎮區 (內布拉斯加州諾克斯縣)
米勒鎮區（英語：Miller Township）是位於美國內布拉斯加州諾克斯縣的一個行政鎮區。

## 地方資料
米勒鎮區的面積為93.99平方千米，當中陸地面積為93.23平方千米，而水域面積為0.10平方千米。根據2020年美國人口普查的數據，當地共有人口154人，而人口密度為每平方千米1.64人。